# Bassia aegyptiaca
Bassia aegyptiaca är en amarantväxtart som beskrevs av Turki, El Shayeb och A.M.El-Tabey Shehata. Bassia aegyptiaca ingår i släktet kvastmållor, och familjen amarantväxter. Inga underarter finns listade i Catalogue of Life.